# Сьвецихово
Сьвецихово (пол. Świecichowo) — село в Польщі, у гміні Дамниця Слупського повіту Поморського воєводства. Населення — 313 осіб (2011).
У 1975—1998 роках село належало до Слупського воєводства.

## Демографія
Демографічна структура станом на 31 березня 2011 року:
|          | Загалом | Допрацездатний вік | Працездатний вік | Постпрацездатний вік |
| -------- | ------- | ------------------ | ---------------- | -------------------- |
| Чоловіки | 148     | 29                 | 110              | 9                    |
| Жінки    | 165     | 40                 | 94               | 31                   |
| Разом    | 313     | 69                 | 204              | 40                   |